# Disney Channel (America Latină)
Disney Channel America Latină este un post de televiziune prin cablu, aparținând companiei The Walt Disney Company - proprietar Disney Channel, difuzându-se în America Latină și în Insulele Caraibe. Este transmis în 5 zone, Zona nordică, Zona centrală, Zona sudică și Zona pacificului. A fost creat în special pentru copii; din când în când, în anii precedenți audiența s-a extins și spre o categorie mai bătrână. Disney Channel America Latină este operată de Disney & ESPN Media Networks Latin America si de The Walt Disney Company Latin America Inc., care este proprietatea The Walt Disney Company.

## Transmisia
Disney Channel America Latină este divizat in 4 regiuni cu diferențe de transmisie, fiecare cu diferite orare și diferite difuzări
| Țară | Conducător | Structura semnalului                                                          | Operat prin                                          |
| --- | ---------- | ----------------------------------------------------------------------------- | ---------------------------------------------------- |
| Chile Bolivia Peru Ecuador Venezuela* Columbia*                                                                                     | Chile      | Zona Pacificului                                                              | The Walt Disney Company (sediu Santiago de Chile)    |
| Argentina Paraguay Uruguay | Argentina  | Zona Atlanticului                                                             | The Walt Disney Company (sediu Buenos Aires)         |
| Mexic | Mexic      | Zona Nordică pentru Mexic.                                                    | The Walt Disney Company (sediu R.F. Mexic)           |
| Columbia · Costa Rica · El Salvador · Cuba · Guatemala · Honduras · Nicaragua · Panama · Republica Dominicană · Venezuela · CARICOM | Venezuela  | Zona Centrală pentru țările din (America Centrală, Caraibe și America Latină) | The Walt Disney Company (sediu La Habana și Caracas) |
| Brazilia | Brazilia   | Zona Brazilia pentru Brazilia.                                                | The Walt Disney Company (sediu Sao Paulo)            |
| America Latină | Argentina  | Disney Channel HD                                                             | The Walt Disney Company (sediu Buenos Aires)         |

## Slogan
| Periodo                                                  | Eslogan                                                                 |
| -------------------------------------------------------- | ----------------------------------------------------------------------- |
| 2000-2002                                                | "Imaginate Más"                                                         |
| 2002-2004 (în Zona Nordică) 2002 - 2006 (în Zona Sudică) | "Nunca viste a Disney así"                                              |
| 2005-2006                                                | "Del más chico al más grande, todos ven Disney Channel"                 |
| 2009-2010                                                | "Como tú, Contigo" (Zonas Norte, Centro y Pacífico) "Como vos, Con vos" |
| 1 iunie 2010 - 12 septembrie 2012                        | "It's On"                                                               |
| decembrie 2012 - prezent (pentru Disney Channel HD)      | "Hay Diversión".                                                        |
| 29 aprilie 2013 - prezent                                | "¡Dilo Bien Fuerte!"                                                    |

## Programul
Seria produsă de Walt Disney Television Animation și Disney Channel Original Series au ocupat mai mult orarul. Totuși câteva seriale neoriginale au fost difuzate, de exemplu Patito Feo, Casi Ángeles, Mortified, Life with Derek, Ciudații mei părinți, Floricienta, Chiquititas, A Kind of Magic, The Secret Show, și George regele junglei.
Blocul serialului Disney Junior se difuzează pe Disney Channel zilnic de la 8:00 până la 9:30, în weekend difuzându-se până la 10:00. Înainte de Disney Junior blocul de desene este difuzat, cu o serie de desene, de exemplu Lilo & Stitch: The Series, Dragonul American, Kim Possible, Brandy și Mr. Whiskers, The Replacements, The Emperor's New School, și Phineas și Ferb).
Deodata, blocul se termină, începând Zapping Zone. Este o serie originala a canalului Disney Channel America Latină, iar varietatea programului, a gazdei și a orarului  depindea de conținut. Zapping Zone putea fi considerat primetime-ul canalului.
În timpul publicității, niște videoclipuri de la Disney Channel au Început să se difuzeze.

### Programe
| Disney Channel Serii Originale (Live-action)       | Disney Channel Serii Originale (Live-action)                                        | Disney Channel Serii Originale (Live-action)                                               |
| An                                                 | Serie                                                                               | Note                                                                                       |
| -------------------------------------------------- | ----------------------------------------------------------------------------------- | ------------------------------------------------------------------------------------------ |
| 2012                                               | Stan, El Perro Bloguero (Câinele blogger)                                           | În difuzare primul sezon (Premieră 23 martie 2013)                                         |
| 2012                                               | Code: 9                                                                             | Difuzare scurtă (Premieră 28 decembrie 2012)                                               |
| 2012                                               | Violetta                                                                            | În difuzare sezonul 2 (Premieră 29 aprilie 2013, sezonul 2)                                |
| 2011                                               | Austin & Ally                                                                       | În difuzare sezonul 2 (Premieră 4 februarie 2013, sezonul 2)                               |
| 2011                                               | Jessie                                                                              | În difuzare sezonul 2 (Premieră 3 mai 2013, sezonul 2)                                     |
| 2011                                               | PrankStars                                                                          | Difuzare scurtă                                                                            |
| 2011                                               | "Qué Onda!"(So random!)                                                             | Difuzare scurtă                                                                            |
| 2011                                               | "Programa de Talentos"(Bobocii isteți)                                              | În difuzare sezonul 2 (Premieră 7 septembrie 2012, sezonul 2)                              |
| 2011                                               | "A todo ritmo"(Totul pentru dans)                                                   | În difuzare sezonul 3, (Premieră 4 iunie 2013, sezonul 3)                                  |
| 2011                                               | Cuando toca la campana(Versiunea din America Latină a serialului As the Bell Rings) | Difuzare scurtă                                                                            |
| 2010                                               | Buena Suerte Charlie(Baftă Charlie)                                                 | În difuzare sezonul 3 (Premiered 30 iulie 2012, sezonul 3)                                 |
| 2009                                               | Jonas L.A.                                                                          | Difuzare scurtă                                                                            |
| 2009                                               | Sunny entre estrellas(Sonny With a Chance)                                          | Difuzare scurtă                                                                            |
| 2008                                               | Zack y Cody Gemelos a bordo"(O viața minunată pe punte)                             | Niciun episod nou difuzat (reluări) (premiera seriei finale 28 mai 2011)                   |
| 2007                                               | Los Hechiceros de Waverly Place(Magicienii din Waverly Place)                       | Niciun episod nou difuzat {reluări) (premiera seriei finale 15 ianuarie 2012)              |
| 2007                                               | Cory en la casa blanca"(Cory in the House)                                          | Difuzare scurtă                                                                            |
| 2006                                               | Hannah Montana                                                                      | Niciun episod nou difuzat (reluări) (premiera seriei finale 20 februarie 2011)             |
| 2005                                               | Zack y Cody Gemelos en acción"(Zack și Cody, ce viața minunată)                     | Niciun episod nou difuzat (reluări)                                                        |
| 2003                                               | "Es tan Raven"(That's So Raven)                                                     | Difuzare scurtă                                                                            |
| 2001                                               | Lizzie McGuire                                                                      | No longer airing                                                                           |
| 2000                                               | "Mano a Mano"                                                                       | Difuzare scurtă                                                                            |
| 1999                                               | "Que Raro"                                                                          | Difuzare scurtă                                                                            |
| Disney Channel Seria Originala (Animată)           |                                                                                     |                                                                                            |
| An                                                 | Serie                                                                               | Note                                                                                       |
| 2012                                               | "Gravity Falls: Un verano de misterios" (Ciudățeni)                                 | In difuzare primul sezon (Premieră 6 octombrie 2012)                                       |
| 2010                                               | "Pecezuelos" (Viața în acvariu)                                                     | În difuzare sezonul 2 (Premieră 6 februarie 2012 sezonul 2)                                |
| 2007                                               | "Phineas y Ferb" (Phineas și Ferb)                                                  | În difuzare sezonl 4 (Premieră 30 decembrie 2012 sezonul 4)                                |
| 2006                                               | "Los sustituos"                                                                     | Niciun episod nou difuzat (reluări)                                                        |
| 2006                                               | "Las Nuevas Locuras del Emperador"                                                  | Niciun episod nou difuzat (reluări)                                                        |
| 2005                                               | "Maggie una Mosca con Onda"                                                         | Difuzare scurtă                                                                            |
| 2005                                               | "Jake Long: El Dragón Occidental" (Dragonul American)                               | Niciun episod nou difuzat (reluări)                                                        |
| 2004                                               | "Las Aventuras de Brandy y El Señor Bigotes"                                        | Niciun episod nou difuzat (reluări)                                                        |
| 2003                                               | "Lilo y Stich: La serie"                                                            | Difuzare scurtă                                                                            |
| 2002                                               | Kim Possible                                                                        | Difuzare scurtă                                                                            |
| 2001                                               | "La Familia Proud"                                                                  | Difuzare scurtă                                                                            |
| 2001                                               | "El Show del Ratón"                                                                 | Difuzare scurtă                                                                            |
| 1997                                               | Recess "Recreo"                                                                     | Niciun episod nou difuzat (reluări)                                                        |
| Seriale viitoare                                   |                                                                                     |                                                                                            |
| An                                                 | Serie                                                                               | Note                                                                                       |
| 2013                                               | Wander Over Yonder                                                                  | În curând                                                                                  |
| Playhouse Disney / Disney Junior Seriale Originale |                                                                                     |                                                                                            |
| An                                                 | Serie                                                                               | Note                                                                                       |
| 2009                                               | "Jungla Sobre Ruedas" (Moto-animăluțele din junglă)                                 | Disney Junior pe Disney Channel                                                            |
| 2009                                               | "Oso Agente Especial" (Agent Special Oso)                                           | Disney Junior pe Disney Channel                                                            |
| 2008                                               | "Los Imaginadores"                                                                  | Disney Junior pe Disney Channel                                                            |
| 2007                                               | Bunnytown                                                                           | Difuzare scurtă                                                                            |
| 2007                                               | "Mis amigos Tiger y Pooh" (Prietenii mei, Tigger și Pooh)                           | Difuzare scurtă                                                                            |
| 2006                                               | "Many a la Obra" (Manny Iscusitul                                                   | Disney Junior si Disney Junior pe Disney Channel                                           |
| 2006                                               | "La Casa de Mickey Mouse" (Clubul lui Mickey Mouse)                                 | Disney Junior pe Disney Channel                                                            |
| Serii neoriginale                                  |                                                                                     |                                                                                            |
| An                                                 | Serie                                                                               | Note                                                                                       |
| 2012/13                                            | Art Attack de Disney (Atacul Artei)                                                 | În difuzare sezonul 8                                                                      |
| 2001                                               | "Los Padrinos Mágicos" (Ciudații mei păriniț                                        | Reluri (sezonul 1-5, de asemenea difuzat pe Disney XD dar niciodata difuzat pe Nickelodeon |
| 2005                                               | "Mi Vida con Derek"                                                                 | Difuzare scurtă                                                                            |
| 2006                                               | A Kind of Magic                                                                     | Difuzare scurtă                                                                            |
| 2006                                               | Mortified "¿Por qué a mí?"                                                          | Difuzare scurtă                                                                            |
| 2007                                               | El Show Secreto                                                                     | Reluări                                                                                    |
| 2007                                               | George of the Jungle "George de la selva" (George, regele junglei)                  | Difuzare scurtă                                                                            |
| 2008                                               | Paradise Café                                                                       | Difuzare scurtă                                                                            |
| 2008                                               | Stitch!                                                                             | În difuzare sezonul 2                                                                      |
| 2009                                               | "Jake y Blake"                                                                      | Difuzare scurtă                                                                            |
| 2011                                               | Supertorpe                                                                          | Difuzare scurtă                                                                            |
| Disney Channel Original Movies (Recente)           |                                                                                     |                                                                                            |
| An                                                 | Film                                                                                | Note                                                                                       |
| 2012                                               | Let it Shine                                                                        | Premiera 19 august 2012                                                                    |
| 2011                                               | Lemonade Mouth                                                                      | Premiera 11 noiembrie 2012                                                                 |
| 2011                                               | Zack y Cody La Película                                                             | Premiera 12 mai 2013                                                                       |